# Вечный президент КНДР
Ве́чный президе́нт Коре́йской Народно-Демократи́ческой Респу́блики (кор. 조선민주주의인민공화국의 영원한 주석?, 朝鮮民主主義人民共和國의 永遠한 主席?) — формальная должность, появившаяся после принятия поправки к конституции КНДР 5 сентября 1998 года. С тех пор, как должность учредили, её занимает умерший 8 июля 1994 года Ким Ир Сен. Это почётный титул без формальных полномочий.

## История должности
В 1972 году был упразднён пост Председателя Кабинета министров КНДР и Ким Ир Сен был избран на учреждённый для него пост Президента КНДР, который занимал вплоть до своей смерти в 1994 году.
До 1998 года должность президента оставалась вакантной.
В 1998 году была принята новая конституция, в преамбуле которой сказано:

КНДР и корейский народ под руководством ТПК, почитая великого вождя товарища Ким Ир Сена как вечного Президента Республики, защищая, наследуя и развивая Его дела и идеи, будут успешно вести наше чучхейское революционное дело к победному завершению.
Оригинальный текст (кор.)кор. 조선민주주의인민공화국과 조선인민은 조선로동당의 령도밑에 위대한 수령 김일성동지를　공화국의 영원한 주석으로 높이 모시며 김일성동지의　사상과　업적을 옹호고수하고 계승발전시켜 주체혁명위업을 끝까지 완성하여나갈것이다．
— Социалистическая Конституция КНДР. Введение
Фактическим руководителем КНДР после смерти Ким Ир Сена стал его сын, Ким Чен Ир, получивший титул Великого Руководителя; формальным главой государства стал Ким Ён Нам, как Председатель Президиума Верховного народного собрания КНДР. После смерти Ким Чен Ира в 2011 году власть в стране принадлежит его сыну — Ким Чен Ыну.
При описании сложившегося положения публицистами может использоваться термин «некрокра́тия», подразумевающий государственное устройство, при котором верховная власть принадлежит мёртвому человеку.